# AP4S1
AP4S1 (англ. Adaptor related protein complex 4 sigma 1 subunit) – білок, який кодується однойменним геном, розташованим у людей на короткому плечі 14-ї хромосоми. Довжина поліпептидного ланцюга білка становить 144 амінокислот, а молекулярна маса — 17 005.
| 10         |  | 20         |  | 30         |  | 40         |  | 50         |
| ---------- |  | ---------- |  | ---------- |  | ---------- |  | ---------- |
| MIKFFLMVNK |  | QGQTRLSKYY |  | EHVDINKRTL |  | LETEVIKSCL |  | SRSNEQCSFI |
| EYKDFKLIYR |  | QYAALFIVVG |  | VNDTENEMAI |  | YEFIHNFVEV |  | LDEYFSRVSE |
| LDIMFNLDKV |  | HIILDEMVLN |  | GCIVETNRAR |  | ILAPLLILDK |  | MSES       |

A: Аланін

C: Цистеїн

D: Аспарагінова кислота

E: Глутамінова кислота

F: Фенілаланін

G: Гліцин

H: Гістидин

I: Ізолейцин

K: Лізин

L: Лейцин

M: Метіонін

N: Аспарагін

P: Пролін

Q: Глутамін

R: Аргінін

S: Серин

T: Треонін

V: Валін

Задіяний у таких біологічних процесах, як транспорт, транспорт білків, альтернативний сплайсинг. 
Локалізований у мембрані, клатрин-вкритих заглибинах мембрани, апараті гольджі.